# Richard Henkes

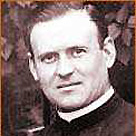
P. Richard Henkes SAC

Richard Henkes SAC (* 26. Mai 1900 in Ruppach, Westerwald; † 22. Februar 1945 im KZ Dachau) war ein deutscher Pallottiner-Pater.
Henkes wirkte seit 1931 als Lehrer und Erzieher in Katscher, aber auch als (Fasten-)Prediger in Oberschlesien und seit 1935 als Exerzitienmeister in Branitz. In seinem Kampf gegen den Nationalsozialismus wurde er mehrmals bei der Gestapo angezeigt. Am 8. April 1943 wurde er von der Gestapo in Ratibor verhaftet und am 10. Juli ins KZ Dachau verbracht und dort im Pfarrerblock untergebracht. Dort starb er am 22. Februar 1945 an Typhus.

## Leben
Richard Henkes wurde am 26. Mai 1900 in dem Dorf Ruppach im Westerwald nahe bei Montabaur geboren. Um Pallottiner-Missionar in Kamerun zu werden, wechselte er 1912 von der Volksschule in das neu erbaute Studienheim der Pallottiner in Vallendar, wo zu gleicher Zeit Pater Josef Kentenich zum Spiritual berufen wurde. Richard Henkes beteiligte sich eifrig am Leben der dort gegründeten Marianischen Kongregation, und er wurde Obmann der Missionssektion.
1918 zum Kriegsdienst nach Darmstadt einberufen, musste er an sich selbst erfahren, dass er nicht alle hohen Ideale verwirklichen konnte. 1919 machte er das Abitur und trat in die Gemeinschaft der Pallottiner ein. 1921 legte er die erste zeitliche Weihe (vergleichbar der Profess) ab und empfing nach Überwindung einer schweren geistlichen Krise 1925 in Limburg an der Lahn die Priesterweihe. Ab 1926 unterrichtete Henkes an den Ordensschulen und Ordensinternaten der Pallottiner in Schönstatt, von April 1928 bis September 1929 in Drüpt bei Alpen und danach wieder in Schönstatt.
1931 wurde Henkes in die Pallottiner-Schule nach Katscher/Oberschlesien versetzt und 1937 nach Frankenstein, Niederschlesien. Neben seinem Lehrerberuf wurde nach 1933 die Auseinandersetzung mit dem Nationalsozialismus seine zweite große Berufung. In dieser Zeit vertrat Pater Henkes mutig und öffentlich die Werte des Christentums in der Schule und zunehmend während der Exerzitien für die Jugend, sowie in seinen Predigten. 1937 wurde er nach einer Predigt in seiner Heimat Ruppach angezeigt; wegen einer angeblichen Verunglimpfung des Führers in Katscher wurde 1937/38 gegen ihn ein Prozess am Sondergericht in Breslau durchgeführt, der aufgrund des Amnestiegesetzes nach dem Anschluss Österreichs an das Deutsche Reich ohne Urteil blieb. Die Oberen seiner Gemeinschaft nahmen den gefährdeten Mitbruder 1938 aus dem Schuldienst. Danach arbeitete er von Frankenstein aus als Jugendseelsorger, Exerzitienmeister in Branitz, wo er 1940/41 nach der Schließung der Pallottiner-Schulen seinen Wohnsitz nahm. Er predigte vor Tausenden in den großen Kirchen Oberschlesiens und auf dem Annaberg.
Um der Einberufung durch die Wehrmacht zu entgehen, wurde er 1941 vom Generalvikar Joseph Martin Nathan als Pfarrverwalter in Strandorf im Hultschiner Ländchen eingesetzt. Durch diese Tätigkeiten und seine offene Sprache wurde er den staatlichen Machthabern immer mehr ein Dorn im Auge. So sagte er in Branitz mit seiner riesigen Heil- und Pflegeanstalt auf der Kanzel: die Tötung Unschuldiger ist Mord! Mehrfach wurde er von der Gestapo vorgeladen.
Am 8. April 1943 wurde Richard Henkes schließlich wegen einer Predigt in Branitz, in der die Wehrmacht eine Rolle spielte, von der Gestapo in Ratibor verhaftet und am 10. Juli in das KZ Dachau gebracht. Dort musste er wie alle anderen unter menschenunwürdigen Bedingungen Zwangsarbeit leisten. Dabei blieb er im Glauben stark, teilte seine Lebensmittelpakete mit vielen anderen und ermutigte seine Mitgefangenen, auch durch seine Predigten. Im KZ Dachau gehörte er nicht zur Schönstätter Kerngruppe um Josef Kentenich; er lernte vielmehr den damaligen Professor und Regens Josef Beran, den späteren Prager Erzbischof und Kardinal, kennen und schätzen. Trotz einer geringen Sprachbegabung setzte Henkes mit ihm seine bereits in Strandorf begonnenen Studien der tschechischen Sprache fort, weil er nach dem Krieg als Seelsorger im Osten bleiben wollte.
Gegen Ende des Krieges brach in Dachau die zweite große Typhusepidemie aus. Noch ehe am 11. Februar 1945 beim Lagergottesdienst Freiwillige unter den deutschen Priestern für die Pflege gesucht wurden, hatte sich Henkes im Wissen um die eigene tödliche Bedrohung bei den Typhuskranken von Block 17 einschließen lassen, um sich um diese zu kümmern. Nach rund zwei Monaten im Dienst der Nächstenliebe infizierte er sich. Innerhalb von fünf Tagen raffte ihn der Tod dahin.

## Würdigung

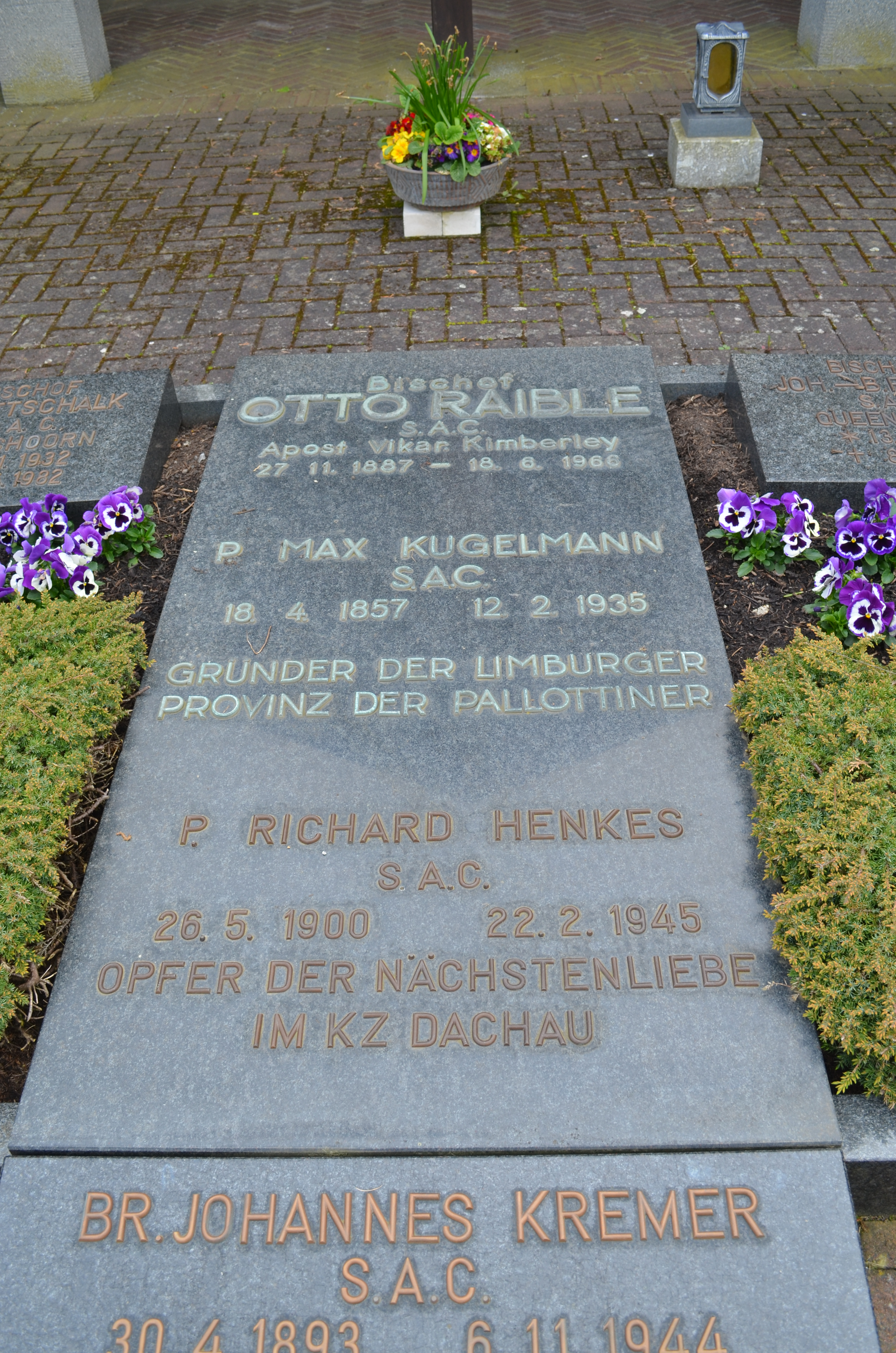
Grab von Richard Henkes auf dem Pallottinerfriedhof Limburg

Pfarrer Richard Schneider und seine pallottinischen Mitbrüder im KZ – insgesamt 12 – konnten erreichen, dass sein Leichnam einzeln verbrannt und die Asche geborgen wurde. Diese wurde am 7. Juni 1945 am 20. Jahrestag seiner Primiz feierlich auf dem Pallottiner-Friedhof in Limburg beigesetzt und im Jahre 1990 in die dortige Bischofsgruft überführt.
Die Pallottiner sehen in Richard Henkes einen mutigen Kämpfer gegen jede Form der Menschenverachtung, einen vorbildlichen Zeugen des christlichen Glaubens und einen Märtyrer der Nächstenliebe in einer Zeit grausamen Rassenwahns. Überlebende Priester des KZ Dachau haben 1985 seine Seligsprechung angeregt. Nicht wenige von ihnen vergleichen Richard Henkes mit Pater Maximilian Kolbe.
Die katholische Kirche hat Pater Richard Henkes als Blutzeugen in das deutsche Martyrologium des 20. Jahrhunderts aufgenommen.

## Das Seligsprechungsverfahren
Die Provinzversammlung der Limburger Pallottiner-Provinz beschloss im Januar 2001, einen Seligsprechungsprozess für Pater Henkes einzuleiten. Schon im Jahr 2000 hatte die tschechische Bischofskonferenz einstimmig zugesagt, eine Seligsprechung zu unterstützen. Sie würdigten dabei den heroischen Entschluss von Pater Henkes, sich freiwillig für die Pflege typhuskranker Tschechen im KZ Dachau einschließen zu lassen.
Am 25. Mai 2003 eröffnete der Bischof von Limburg, in dessen Bistum der Geburtsort von Pater Henkes liegt, das Seligsprechungsverfahren. Das bischöfliche Erhebungsverfahren wurde am 23. Januar 2007 in der Pallottiner-Kirche St. Marien vom damaligen Bischof Franz Kamphaus unter großer Beteiligung der Bevölkerung abgeschlossen. Am 31. Januar 2007 wurden die versiegelten Akten im Vatikan der Kongregation für die Selig- und Heiligsprechungen übergeben und dort als 2. Causa des Jahres 2007 offiziell angenommen. Damit konnte der eigentliche Seligsprechungsprozess beginnen. Unter der Begleitung des Relators Zdzislaw-Josef Kijas wurde die für den Prozess notwendige Positio erstellt und in die italienische Sprache übersetzt. Diese Fassung wurde der Kongregation in Rom übergeben und zunächst von einer Historikerkommission geprüft und akzeptiert. Inzwischen hat auch die Internationale Theologenkommission ein positives Votum zur Seligsprechung von Pater Henkes abgegeben.
Am 21. Dezember 2018 erkannte Papst Franziskus Henkes’ Sterben offiziell als „Martyrium“ an. Die Seligsprechung nahm Kurt Kardinal Koch im Auftrag des Papstes am 15. September 2019 im Limburger Dom vor.

### Unveröffentlichte Quellen
- Briefe und andere Dokumente von P. Richard Henkes, gesammelt von Manfred Probst, Vallendar 2002 (unveröffentlicht).